# Reference Catalog of galaxy Spectral Energy Distribution
Le Reference Catalog of galaxy Spectral Energy Distribution (abrégé en RCSED) est un catalogue de galaxies présentant les spectres optiques de 800 299 galaxies mais aussi leur photométrie dans 11 bandes photométriques

## Concept
Il s'agit d'un catalogue de galaxies présentant les spectres optiques de 800 299 galaxies mais aussi leur photométrie dans 11 bandes photométriques. Il est référencé d'après son abréviation anglaise : RCSED (Reference Catalog of galaxy Spectral Energy Distribution). Le fonctionnement de ce catalogue est détaillé dans cet article ainsi que les outils mis à disposition pour l'explorer.
Ce catalogue est basé sur une compilation de catalogues d'importance majeure publiés sur la décennie :
- SDSS Data Release 7 (DR7) ugriz and spectra[1]
- UKIRT Infrared Deep Sky Survey[2]
- GALEX Release 6/7[3].

Ces données ont été combinées au standard Observatoire virtuel et présentées avec une forte valeur ajoutée. En effet, l'ensemble des spectres ont été réanalysés et le raccordement de la photométrie entre les différents jeux de données a été vérifié et corrigé. Un site Web permet un accès simplifié et une visualisation rapide de sources individuelles à partir de leur nom ou de leurs coordonnées.

## Historique
Le projet est né en 2008 initié par Igor Chilingarian au LERMA à l'Observatoire de Paris, rejoint par plusieurs chercheurs dont Anne-Laure Melchior et Ivan Zolothukin, puis plus tard par Ivan Katkov, et enfin par Evgeniy Rubtsov et Kirill Grishin du Sternberg Astronomical Institute of the Moscow State University.
Il a fait l'objet de différentes études et de développements logiciel qui ont été testés plusieurs fois avant l'aboutissement de la première publication officielle du catalogue en décembre 2016. 
Le site web a été construit grâce au travail à grande échelle de plusieurs contributeurs qui a été coordonné en utilisant des outils de développement standard utilisés dans l'industrie : Bitbucket et Jira. Ils sont développés par une compagnie privée Atlassian qui a fourni une licence gratuite pour le développement de ce projet cofinancé par la Fondation Russe pour la Recherche de Base (RFBR) et le CNRS. Ces outils ont permis un développement collaboratif qui a abouti à la réalisation du site actuel. Le site a bénéficié de la contribution bénévole de citoyens scientifiques russes - des développeurs professionnels hautement qualifiés et des concepteurs de sites web, qui se sont portés volontaires pour aider au développement du site sur leur temps libre, car le catalogue RCSED est devenu populaire dans la communité de la technologie de l'information en Russie.

## Fonctionnement

### Morphologies des galaxies
La morphologie des galaxies a été étudiée dès que les premiers catalogues de galaxies sont apparus. S'inspirant du modèle des sciences naturelles, les galaxies ont été classifiées. Cette classification a été réalisée visuellement. La première a été appelée la Séquence de Hubble. Elle a ensuite été révisée par de Vaucouleurs. Cette dernière classification réalisée sur le catalogue (RC03) est aujourd'hui[Quand ?] considérée comme une référence pour les galaxies proches. 
Les tentatives d'automatisation de cette classification se sont avérées plus complexes qu'anticipées quand les catalogues ont été étendus à des galaxies plus lointaines. En effet, dans les échantillons de galaxies lointaines, on voit des galaxies plus jeunes et plus riches en gaz que les galaxies proches. De plus, il y a un biais de Malmquist car l'on ne voit plus que les zones les plus brillantes, les zones les moins lumineuses n'étant plus détectées. Leur morphologie apparaît donc différente et plusieurs nouvelles classifications des galaxies ont été introduites. En effet, la classification dite de de Vaucouleurs n'est plus valable pour des galaxies à grand décalage vers le rouge que l'on ne résout pas (spatialement). Les paramètres, comme la concentration de lumière, la couleur, les signatures spectrales et le profil de brillance de surface, sont fortement corrélés au type morphologique et sont souvent utilisés quand il s'avère impossible de définir visuellement un type morphologique.
Au sein du SDSS, la majorité des galaxies ont des décalages vers le rouge inférieurs à z=0,6. Aussi, il est encore possible de réaliser une classification visuelle. Par contre, la tâche se révèle ardue à cause de la taille du catalogue : il y a en effet 800 299 galaxies à classer. C'est pourquoi, le Galaxy Zoo a proposé un projet de science participative qui a remporté un grand succès et a permis la classification d'environ un tiers des galaxies du SDSS. Cette classification a été intégrée au sein  du catalogue RCSED, ce qui devrait aboutir à la réalisation d'études statistiques incluant la morphologie. 

### Couleurs des galaxies & Correction K
Le catalogue RCSED propose des magnitudes corrigées du décalage vers le rouge (correction K). La correction analytique proposée par le calculateur de correction K a été utilisé. Les 11 magnitudes ainsi corrigées sont donc accessibles via le catalogue. 

#### Populations stellaires

##### SSP &Formation stellaire
Deux types de modélisation spectrales sont actuellement disponibles. D'une part, des librairies de spectres stellaires observés (ref) qui ont le mérite d'être réels, mais qui souffrent d'une couverture spectrale incomplète, d'une homogénéité de résolution insuffisante, de diverses absorptions, d'incomplétude (tous les types spectraux ne sont pas disponibles), doivent être corrigées. D'autre part, des librairies de spectres synthétiques élaborés à partir de modèles intégrant nos connaissances actuelles sont également disponibles. C'est le cas des librairise PEGASE & PEGASE-HR qui ont été utilisées pour l'analyse spectrale du catalogue RCSED.

##### Gaz ionisé
Caractéristiques, vitesse, dispersion, cinématique, raies Balmer, raies interdites. Une fois la distribution stellaire ajustée, il est possible d'analyser les raies en émission du gaz ionisé. En effet, dans la bande passante disponible, plusieurs raies sont présentes.

#### Outils d'analyses
De nombreux logiciels ont été développés pour ajuster la distribution spectrale de luminosité des galaxies (PPXF, STARLIGHT, GANDALF...). 
Le logiciel NBursts a été développé sur la base de la librairie des populations stellaires PEGASE et a été utilisé pour produire RCSED.  

##### Observatoire virtuel
Le catalogue est disponible à travers l'Observatoire virtuel diffusé depuis le Sternberg Astronomical Institute avec une copie au Paris Astronomical Data Centre PADC de l'Observatoire de Paris. Vous pouvez facilement y accéder grâce aux outils tels que topcat, Aladin ou Vospec. Le catalogue peut également être téléchargé au format FITS et être utilisé localement avec vous outils favoris développés en des Python ou autres langages au choix.   
L'OV permet des identifications croisées avec d'autres jeux de données, au même titre que la sélection d'échantillons à partir de requêtes SQL.  
Un tutoriel explique comment utiliser le catalogue RCSED à partir des différents outils VO.

##### Une interface
L'interface Web du site a été développée de façon collaborative par plusieurs spécialistes de programmation et de design web, travaillant dans les plus grandes compagnies russes de nouvelles technologies. Ivan Zolotukhin, l'un des collaborateurs et chercheur au Sternberg Astronomical Institute,  Lomonosov Moscow State University, a encouragé la participation de plusieurs développeurs qui ont contribué bénévolement à un travail de recherche. Leur contribution a apporté énormément au projet RCSED : le site a été structuré par des développeurs experts dans la manipulation de ce que l'on appelle les big data, et a bénéficié de l'évaluation de spécialistes en nouvelles technologies ainsi que des ressources des grandes compagnies. Cet ensemble de contributions  a permis d'aboutir à des solutions techniques novatrices. 
L'interface web permet d'accéder aux caractéristiques de chaque galaxie.

## Intérêt du catalogue et portée
Le catalogue RCSED contient les caractéristiques de 800299 galaxies : la composition stellaire de chacune d'entre elles, leur brillance dans 11 longueurs d'onde de l'UV à l'infrarouge. Pour chaque galaxie, les caractéristiques de son contenu en gaz sont également disponibles.  Aussi, quand on utilise le catalogue, on peut visualiser le spectre obtenu par le SDSS (Sloan Digital Sky Survey) et les résultats de mesures spectrales, à partir desquelles il est possible de déterminer la composition stellaire et gazeuse de ces galaxies. 
Techniquement, RCSED est facile à utiliser : il suffit d'entrer le nom d'un objet céleste ou ses coordonnées dans la ligne de recherche et le site Web fournit toute l'information disponible dans le catalogue concernant cet objet.  Il est aussi possible d'utiliser ce catalogue via l'Observatoire Virtuel (topcat, Aladin, Vospec), le site web ou localement en le téléchargeant.  
De nombreux travaux ont déjà utilisé le potentiel de ce catalogue.